# Toray Pan Pacific Open 2015
Toray Pan Pacific Open 2015 byl tenisový turnaj pořádaný jako součást ženského okruhu WTA Tour, který se hrál na otevřených dvorcích s tvrdým povrchem s centrkurtem v aréně Ariake Coliseum. Konal se mezi 21. až 27. zářím 2015 v japonské metropoli Tokiu jako 32. ročník turnaje.
Turnaj s rozpočtem 1 000 000 dolarů se v rámci okruhu řadil do kategorie WTA Premier. Poslední přímou postupující do hlavní soutěže dvouhry byla 73. japonská hráčka žebříčku WTA Kurumi Narová. Nejvýše nasazenou tenistkou se stala světová šestka Caroline Wozniacká z Dánska, kterou v semifinále vyřadila švýcarská tenistka Belinda Bencicová. Patnáctý kariérní titul z dvouhry si připsala polská tenistka Agnieszka Radwańská. Deblovou soutěž ovládla španělská dvojice Garbiñe Muguruzaová a Carla Suárezová Navarrová.

## Distribuce bodů a finančních odměn

### Distribuce bodů
| Soutěž      | vítězky | finalistky | semifinalistky | čtvrtfinalistky | 16 v kole | 32 v kole | Q  | Q3 | Q2 | Q1 |
| ----------- | ------- | ---------- | -------------- | --------------- | --------- | --------- | -- | -- | -- | -- |
| dvouhra žen | 470     | 305        | 185            | 100             | 55        | 1         | 25 | 18 | 13 | 1  |
| čtyřhra žen | 470     | 305        | 185            | 100             | 1         | —         | —  | —  | —  | —  |

### Finanční odměny
| Soutěž                               | vítězky  | finalistky | semifinalistky | čtvrtfinalistky | 16 v kole | 32 v kole | Q3     | Q2     | Q1     |
| ------------------------------------ | -------- | ---------- | -------------- | --------------- | --------- | --------- | ------ | ------ | ------ |
| dvouhra žen                          | $195 092 | $104 470   | $55 798        | $22 146         | $11 894   | $7 550    | $3 369 | $1 800 | $1 000 |
| čtyřhra žen                          | $45 302  | $23 988    | $13 196        | $6 720          | $3 646    | —         | —      | —      | —      |
| částka ve čtyřhře je uvedena na pár. |          |            |                |                 |           |           |        |        |        |

## Ženská dvouhra

### Nasazení
| Stát                         | Hráčka                    | WTA | Nasazení |
| ---------------------------- | ------------------------- | --- | -------- |
| Dánsko                       | Caroline Wozniacká        | 6.  | 1.       |
| Srbsko                       | Ana Ivanovićová           | 7.  | 2.       |
| Španělsko                    | Garbiñe Muguruzaová       | 9.  | 3.       |
| Česko                        | Karolína Plíšková         | 10. | 4.       |
| Německo                      | Angelique Kerberová       | 11. | 5.       |
| Španělsko                    | Carla Suárezová Navarrová | 12. | 6.       |
| Polsko                       | Agnieszka Radwańská       | 14. | 7.       |
| Švýcarsko                    | Belinda Bencicová         | 15. | 8.       |
| Žebříček WTA k 14. září 2015 |                           |     |          |

### Jiné formy účasti
Následující hráčky obdržely divokou kartu do hlavní soutěže:
- Misaki Doiová
- Naomi Ósakaová

Následující hráčky si zajistily postup do hlavní soutěže v kvalifikaci:
- Kateryna Bondarenková
- Ana Konjuhová
- Olga Savčuková
- Sü I-fan

### Odhlášení
před zahájením turnaje
- Eugenie Bouchardová → nahradila ji Alison Riskeová
- Anastasija Pavljučenkovová → nahradila ji Madison Brengleová
- Lucie Šafářová (bakteriální infekce) → nahradila ji Coco Vandewegheová

### Skrečování
- Mirjana Lučićová Baroniová

## Ženská čtyřhra

### Nasazení
| Stát                                                                     | Hráčka                  | Stát             | Hráčka                    | WTA | Nasazení |
| ------------------------------------------------------------------------ | ----------------------- | ---------------- | ------------------------- | --- | -------- |
| USA                                                                      | Raquel Kopsová-Jonesová | USA              | Abigail Spearsová         | 30. | 1.       |
| Čínská Tchaj-pej                                                         | Čan Jung-žan            | Čínská Tchaj-pej | Čan Chao-čching           | 35. | 2.       |
| Španělsko                                                                | Garbiñe Muguruzaová     | Španělsko        | Carla Suárezová Navarrová | 42. | 3.       |
| Švýcarsko                                                                | Belinda Bencicová       | Francie          | Kristina Mladenovicová    | 78. | 4.       |
| Žebříček WTA k 14. září 2015; číslo je součtem umístění obou členek páru |                         |                  |                           |     |          |

### Jiné formy účasti
Následující pár obdržel divokou kartu do hlavní soutěže:
- Misaki Doiová /  Kurumi Narová

### Odhlášení
před zahájením turnaje
- Belinda Bencicová (viróza)

v průběhu turnaje
- Dominika Cibulková (gastrointestinální onemocnění)

## Přehled finále

### Ženská dvouhra
- Agnieszka Radwańská vs.  Belinda Bencicová, 6–2, 6–2

### Ženská čtyřhra
- Garbiñe Muguruzaová /  Carla Suárezová Navarrová vs.  Čan Chao-čching /  Čan Jung-žan, 7–5, 6–1